# The Poster
The Poster, an illustrated monthly chronicle est un mensuel britannique consacré à l'affiche artistique, créé en 1898 et disparu en 1901.

## Histoire
Lancé en juin 1898 à Londres, The Poster est le premier magazine anglais consacré à l'affiche, célébrée depuis une quinzaine d'années déjà à Chicago mais surtout à Paris où Jules Chéret et Toulouse Lautrec lui donnent ses lettres de noblesse.
The Poster se situe au carrefour de trois cultures, l'école anglaise issue de l'Arts & Crafts, l'école française marquée par l'art nouveau et l'école américaine de l'East Coast très marquée par le Stile Liberty : c'est tout l'intérêt de ce support, unique en son genre, qui permet de découvrir une nouvelle générations d'artistes modernistes notamment britanniques.
La couverture, imprimée en chromolithographie, change de charte graphique à chaque numéro en étant offerte à un artiste, pas nécessairement britannique puisque Privat-Livemont ou Alphonse Mucha en exécutèrent. Ces deux artistes sont également sollicités pour des primes offertes aux abonnées sous forme de lithographies estampillées.
Le prix de lancement est de 6 pences (un peu plus de 60 centimes de l'époque), ce qui en fait un prix raisonnable compte tenu du nombre important d'illustrations en couleurs que contient la revue. L'édition des mois d'été est bimestrielle et celle de Noël est un numéro-double. L'impression est principalement faite à Londres chez Hugh MacLeay et le format est de 24,9 × 19,3 cm.

## Contenus et collaborateurs
Chaque numéro comprend un entretien avec un affichiste ou un graphiste. Là aussi, on trouve une palette de personnalités internationales : outre Chéret et Mucha, Steinlen, Ethel Reed, Maxfield Parrish, Paul Berthon, Will Bradley, Árpád Basch, Jack Butler Yeats, Aubrey Beardsley, James Pryde du collectif Beggarstaff's, Louis John Rhead, Paul Gervais, Albert Morrow, etc.
Une partie du sommaire est consacrée à un panorama des productions graphiques dans le monde. Par ailleurs, des rubriques étudient les productions publicitaires de domaines bien spécifiques (par exemple, affiches de chemins de fer ou de spectacles). Des analyses plus poussées portent sur la symbolique et les techniques purement graphiques liées au merchandising ou au design fonctionnel, réflexions d'une grande modernité.
L'année 1901 voit s'élargir le contenu aux collectionneurs d'affiche, aux associations de femmes relieuses, aux cartes postales illustrées, à la caricature.
La dernière livraison a lieu en avril-mai 1901. Il y eut en tout 32 livraisons pour un total de près de 3 000 images publiées.

## Quelques couvertures

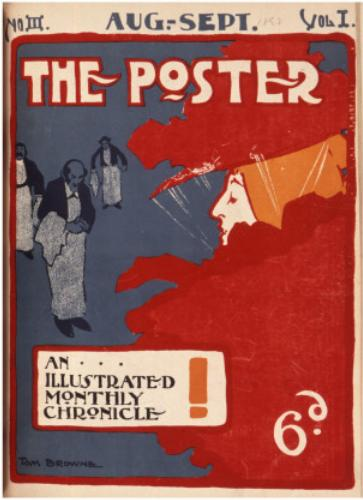
no 3 par Tom Browne (août 1898).
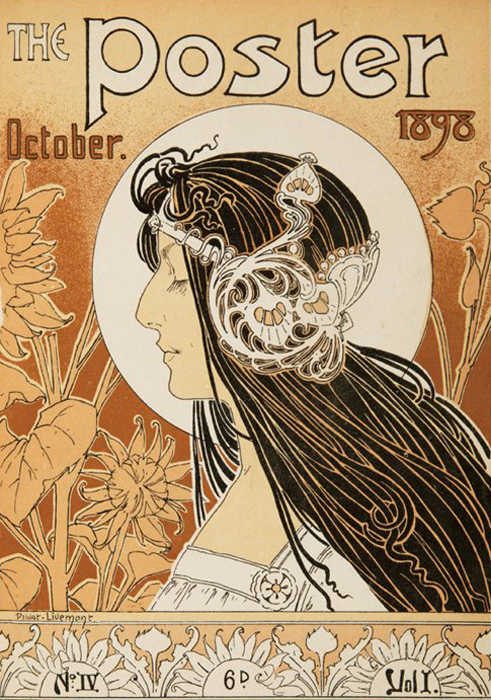
no 4 par Privat-Livemont (octobre 1898).
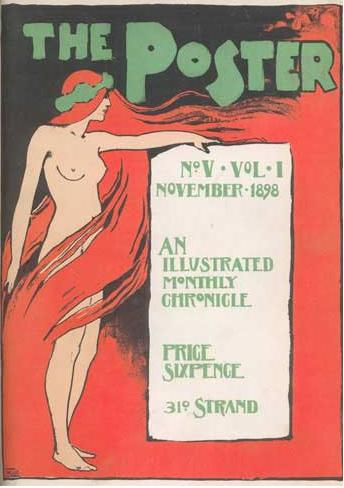
no 5 par Will True (novembre 1898).
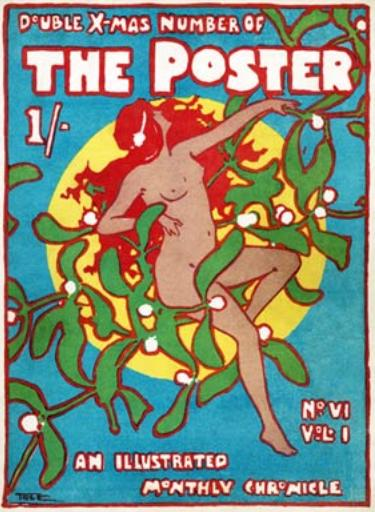
no 6 par Will True (décembre 1898).
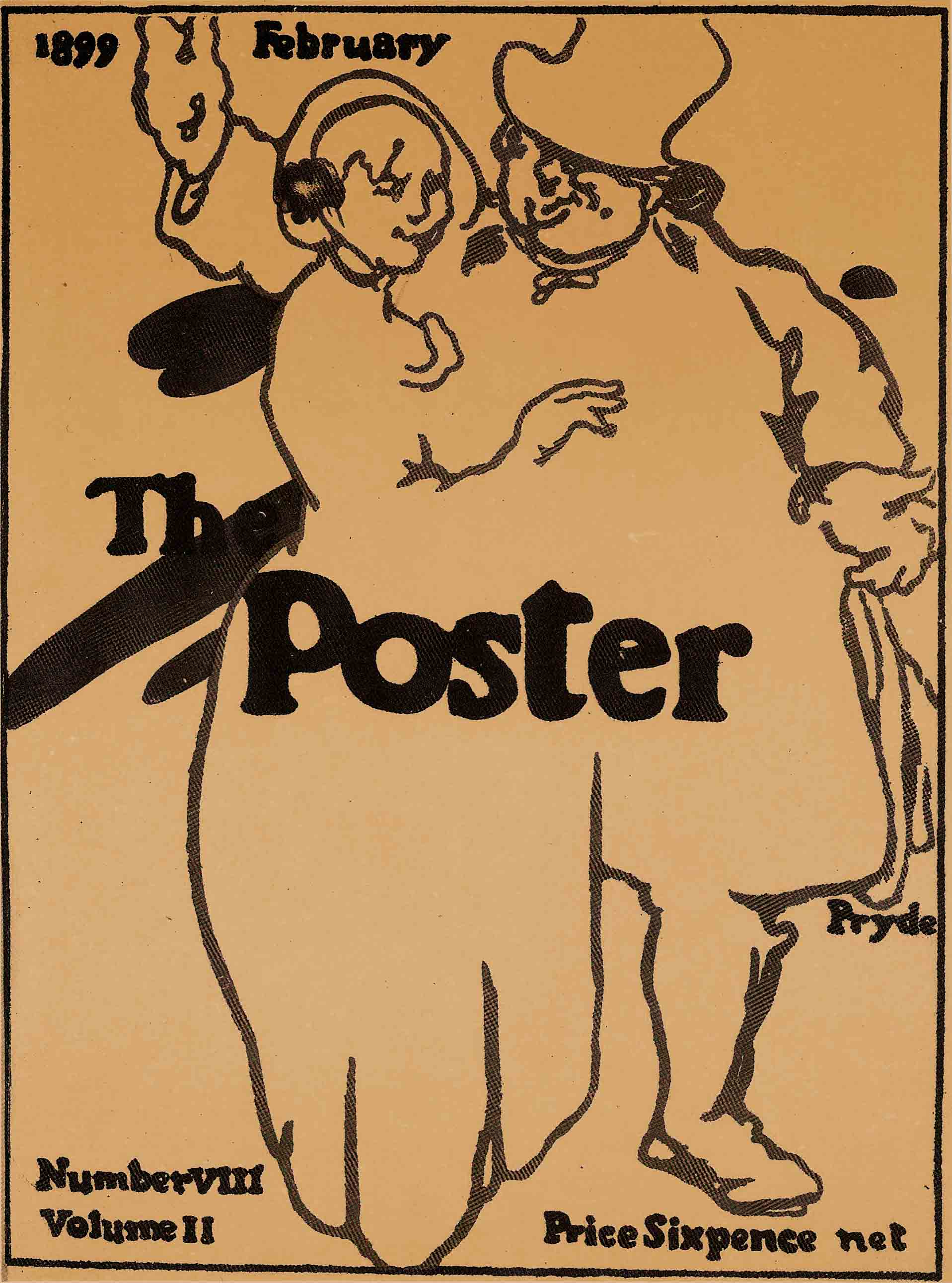
no 8 par James Pryde (février 1899).